# Legio II Adiutrix

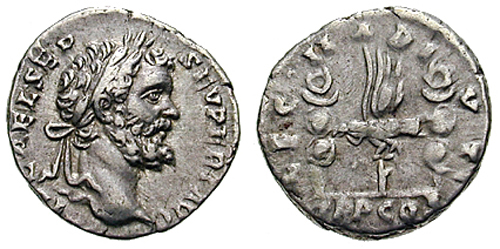
Legio II Adiutrix steunde Septimius Severus, commandant van het Pannonische legerkorps, in zijn strijd om het purper. Deze denarius werd geslagen om het legioen in het zonnetje te zetten.

Het Legio secunda Adiutrix (het Tweede Redders Legioen) was een Romeins legioen dat in 70 n.Chr. door keizer Vespasianus werd samengesteld uit Romeinse mariniers die deel uitmaakten van de vloot classis Ravennatis. De symbolen van het legioen waren een boogschutter en de Pegasus.
De eerste taak van het Legio II Adiutrix was om de Bataafse Opstand in Germania Inferior neer te slaan. 
Samen met Legio VI Victrix, Legio XIV Gemina en Legio XXI Rapax versloeg het de opstandelingenleider Julius Civilis bij Xanten. Tijdens de winter verbleef het tweede legioen in de Bataafse hoofdstad Nijmegen. Het jaar erna vertrok Legio II naar Brittannië en werd het in Nijmegen vervangen door Legio X Gemina.
In de 3e eeuw en begin 4e eeuw was het legioen of delen ervan gelegerd aan de Rijngrens, een subeenheid lijkt in Mainz te zijn geweest tijdens het bewind van Constantius I Chlorus (293-306).